# Eleonora Bruzual
Eleonora Bruzual es una escritora y periodista venezolana. Escribió junto con su marido, el psiquiatra y antropólogo venezolano José Luis Uzcátegui, Militares:: héroes o cobardes y Los hombres que erotizó Fidel. Como periodista ha contribuido a El Nacional, Diario Las América y El Nuevo Heraldo, ha tenido un segmento diario de radio llamado "Trinchera" en Radio Mambí de Miami, Estados Unidos, y es editora del portal de información Gentiuno.[cita requerida]